# Araneus alsine
Araneus alsine este o specie de păianjeni din genul Araneus, familia Araneidae. A fost descrisă pentru prima dată de Charles Athanase Walckenaer în anul 1802. Conform Catalogue of Life specia Araneus alsine nu are subspecii cunoscute.